# Atamánskaya
Atamánskaya (del ruso: Атаманская) es una stanitsa, centro administrativo del raión de Pávlovskaya del krai de Krasnodar, en Rusia. Está situada a orillas del río Sosyka, afluente del Yeya, 12 km al noroeste de Pávlovskaya y 135 km al nordeste de Krasnodar, la capital del krai. Tenía 3 952 habitantes en 2010
Es cabeza del municipio Atamánskoye.

## Historia
Fue fundada en 1880 como jútor Sosykski. En 1914 le fue concedido el estatus de stanitsa y su nombre actual.

## Economía y transporte
Los sectores principales de la economía son la agricultura y la ganadería. El OOO Atamánskoye cultiva productos hortícolas, grano (que se procesa en el complejo de la compañía) y cría ganado tanto para la producción de leche como para la obtención de carne. 